# The Box
The Box（ザ ボックス）は、インテルのCMキャラクター。
2006年当時、インテル社のホームページで製品紹介などをしていた。箱の中に箱があり、可能性が続くということを示している。